# Фридрих Хунд
Фридрих Херман Хунд (4 февруари 1896 – 31 март 1997) е германски физик от Карлсруе. Известен е с трудовете си по атомна и молекулна физика.
Преподавал е в университетите в Рощок, Лайпциг, Йена, Франкфурт и Гьотинген и е работил с известни физици като Шрьодингер, Дирак, Макс Борн и Валтер Боте. Бил е асистент на Борн при работата по квантовата интерпретация на ивичните спектри на двуатомните молекули.